# Convenzione di Scutari
La convenzione di Scutari fu un trattato siglato tra l'Impero ottomano e il Principato del Montenegro il 31 agosto 1862.

## Antefatti
L'aiuto fornito dai Montenegrini ai ribelli erzegovesi nel 1861 aveva scatenato un intervento armato ottomano che, in cinque mesi, aveva piegato la resistenza del piccolo principato balcanico e della sua guida militare, il granduca Mirko Petrović-Njegoš, padre del knjaz Nicola I del Montenegro.

## Il trattato
Il trattato fu firmato a Scutari, allora città dell'Impero ottomano. Questi i termini dell'accordo:
- Imposizione al Principato del Montenegro dello status di vassallo dell'Impero ottomano;
- Deportazione di Mirko Petrović-Njegoš, capo dell'ala militarista e comandante delle milizie montenegrine;
- Divieto d'importazione di armi per il Montenegro;
- Sorveglianza militare ottomana lungo la frontiera tra il Montenegro e la Erzegovina.

## Conseguenze
Il Principato del Montenegro ottenne il riconoscimento ufficiale dell'indipendenza con la firma del trattato di Berlino nel 1878.